# ایستگاه برق‌آبی اوگلیچ
ایستگاه برق‌آبی اوگلیچ (انگلیسی: Uglich Hydroelectric Station) یک سد برق‌آبی در استان یاروسلاول کشور روسیه است.